# Regionale raad van Drom HaSjaron
De regionale raad van Drom HaSharon (Hebreeuws: מועצה אזורית דרום השרון) is een regionale raad gelegen in Israël. De raad ligt vlak bij het gebied Sjaron.

## Gemeenschappen
| - Adaniem - Chagor - Chorsjiem - Eenat - Elisjema - Ejal - Gan Chaim - Ganei Am - Gat Rimon - Givat Chen | - Givat HaSjlosja - Kfar Maas - Kfar Malal - Kfar Sirkin - Magsjimiem - Matan - Nachsjoniem - Neve Jamin - Neve Jerek - Nir Elijahu | - Nirit - Ramat HaKovesj - Ramot HaSjaviem - Sdei Chemed - Sde Warburg - Tzofit - Tzoer Natan - Jarchiv - Jarkona |

Abu Basma · Alona · al-Batuf · Be'er Tuvia · Beit She'an Vallei · Bnei Shimon · Brenner · Bustan al-Marj · Centraal Arava · Drom HaSharon · Esjkol · Gan Raveh · Gederot · Gezer · Gilboa · Golan · Gush Etzion · Har Hebron · Hefervallei · Hevel Eilot · Hevel Modi'in · Hevel Yavne · Hof Ashkelon · Hof HaCarmel · Hof HaSharon · Jizreëlvallei · Emek HaYarden · Bik'at HaYarden · Lakhish · Lev HaSharon · Lodvallei · Lager Galilea · Ma'ale Yosef · Mateh Asher · Mateh Binyamin · Mateh Yehuda · Megiddo · Megilot · Menashe · Merhavim · Merom HaGalil · Mevo'ot HaHermon · Misgav · Nahal Sorek · Ramat HaNegev · Sha'ar HaNegev · Sdot Negev · Shafir · Shomron · Tamar · Hoger Galilea · Yoav · Zevoeloen